# Sauroniops
Sauroniops (лат.) — род ящеротазовых динозавров из семейства кархародонтозаврид (Carcharodontosauridae), названный в честь Ока Саурона. Типовой и единственный вид — Sauroniops pachytholus. Жили в начале раннемеловой эпохи (сеноманский век) на территории современного Марокко.
Фрагменты кости ранее неизвестного науке вида динозавров были обнаружены на юго-востоке Марокко в 2007 году, но классифицировали их только в 2012 — всё это время специалисты изучали находку и пытались выяснить, как мог выглядеть древний хищник. Название рода происходит от Саурона — злобного колдуна из трилогии Толкиена, у которого по сюжету остался лишь один глаз. Палеонтологи считают, что от других динозавров Sauroniops отличал массивный вырост на голове, а размерами и строением тела он походил на тираннозавра.
В 2020 году достоверность вида S. pachytholus была поставлена под сомнение, а весь ископаемый материал был отнесён к виду Carcharodontosaurus saharicus. Высказывались предположения, что Sauroniops является неполовозрелой особью Carcharodontosaurus. Однако в 2022 году вышла научная статья, в которой Sauroniops был признан валидным (действительным) таксоном, отличным от C. saharicus, с предполагаемым размером тела сопоставимым с самыми крупными кархародонтозаврами. Учёные отмечают, что присутствие более чем одного гигантского вида кархародонтозаврид в сеноманском веке на территории современного Марокко указывает на разнообразие представителей семейства. Аналогичное высокое разнообразие кархародонтозаврид отмечается в сеноманском веке и на территории нынешней Аргентины.